# Język wiyot
Język wiyot − język plemienia Wiyot, blisko spokrewniony z językiem yurok. Język wymarł w 1962 roku wraz ze śmiercią Delly Prince.